# Classic Cars of London
Classic Cars of London war ein kanadischer Hersteller von Automobilen.

## Unternehmensgeschichte
Das Unternehmen war eine Division von Anden Holdings. Der Sitz war in London in Ontario. Dennis Plowright und Andy Spriet waren die Inhaber und Don Brooks Generalmanager. Sie stellten Automobile her. Zum Produktionszeitraum gibt es unterschiedliche Angaben: 1981–1982, nur 1982 und 1980er Jahre. Der Markenname ist mehrheitlich mit Classic Cars of London angegeben, nur in einer Quelle mit Auburn.
Für die ersten beiden Fahrzeuge wurden Teile von Elegant Motors bezogen und für die nächsten fünf bis sechs von Southeastern Replicars. Geplant war, innerhalb von zehn Jahren 250 Fahrzeuge zu fertigen. Tatsächlich entstanden nur etwa 30 Fahrzeuge.

## Fahrzeuge
Das einzige Modell 886 war eine Nachbildung des Auburn 851 von der Auburn Automobile Company aus den 1930er Jahren. Die Karosserie bestand aus Glasfaserverstärktem Kunststoff. Zur Wahl standen V8-Motoren von Ford mit 302 Kubikzoll Hubraum und von Chevrolet mit 305 Kubikzoll Hubraum. Umgerechnet waren das 4949 cm³ und 4998 cm³ Hubraum. Ein Automatikgetriebe war Standard. Laut Prospektangaben hatte das Fahrgestell 323 cm Radstand und 165 cm (vorne) bzw. 170 cm (hinten) Spurweite und das gesamte Fahrzeug eine Länge von 533 cm und eine Höhe von 145 cm.
Ein Fahrzeughändler aus Florida bot ein erhaltenes Fahrzeug für 44.950 US-Dollar an. 
Zwei weitere Fahrzeuge wurden im April 2021 angeboten. Ein Prospekt wurde ebenfalls angeboten.
Pläne für die Nachbildung eines Duesenberg wurden nicht umgesetzt.